# Actenoides
Actenoides es un género de aves coraciformes perteneciente a la familia Halcyonidae, cuyos miembros habitan en el sudéste asiático.

## Especies
El género contiene seis especies:
- Actenoides bougainvillei - alción bigotudo;
- Actenoides concretus - alción malayo;
- Actenoides lindsayi - alción moteado;
- Actenoides hombroni - alción de Mindanao;
- Actenoides monachus - alción monje;
- Actenoides princeps - alción real.